# Ligue d'Action française
Pour les articles homonymes, voir Action française (homonymie).
La Ligue d'Action française est une organisation de propagande et de recrutement du mouvement royaliste l'Action française. La ligue a été successivement présidée par Henri Vaugeois, Bernard de Vesins, dit le « colonel-comte », puis par l'amiral Schwerer. Le groupement est officiellement dissout le 13 février 1936 à la suite de l'implication de l'Action française dans l'agression de Léon Blum.

## Historique

### La fondation
La ligue d'Action française est fondée le 15 janvier 1905 par Henri Vaugeois à la suite de multiples conférences publiques. Elle est une « réaction à un nationalisme conservateur de plus en plus intégré à la République ». Dès sa création, la ligue est étroitement surveillée par la police.
La ligue a pour objectif de s'établir dans la plupart des régions de France afin :
- d'y recruter des militants,
- d'organiser des réunions et de distribuer le quotidien L'Action française,
- et de fonder des périodiques adaptés aux divers auditoires sollicités : L'Action française agricole, L'Action française du dimanche et L'Almanach d'Action française.

La ligue s'inspire de l'héritage des anciennes ligues nationalistes notamment la Ligue des Patriotes de Paul Déroulède et de la Ligue de la Patrie française. L'historienne Anne-Catherine Schmidt-Trimborn voit une filiation essentiellement intellectuelle entre la Ligue antisémite d'Édouard Drumont et la ligue d'Action française. L'historien Bertrand Joly souligne que l'originalité de l'Action française réside dans sa doctrine du nationalisme intégral : « l'Action française s'est présentée comme [...] le vrai et seul nationalisme. Tout ce qui l'a précédé n'était pour elle qu'un demi-nationalisme, incohérent, inefficace, voire dangereux ».
Michel Winock estime que la ligue est le pilier fondateur de tout le « dispositif pédagogique et politique » de Charles Maurras. Serge Berstein la considère comme un « véritable parti élaborant un projet global de société nationaliste et autour de laquelle s’agrège une véritable école de pensée ».
De 1905 à 1908, la ligue s'évertue à développer l'Institut d'Action française. À partir de 1908, plusieurs organisations annexes voient le jour tels que les voyageurs de commerce, l'association médicale corporative, le cercle d'études corporatistes, l'Amicale royaliste et le Cercle Proudhon.
Les régions de l'organisation d'Action française sont créées en 1911.

### La Grande Guerre
Pendant la Première Guerre mondiale, la ligue est désorganisée même si les rapports de police constatent une augmentation des effectifs avec 7000 ligueurs recensés en 1915. À ce moment donné, l'objectif de l'Action française est de maintenir la diffusion du journal tandis qu'elle soutient l'Union sacrée. Néanmoins, la ligue expérimente de nouvelles techniques de propagande, particulièrement au sein de l'armée. Charles Maurras enjoint aux ligueurs d'être des héros :

« Qu'ils soient des soldats accomplis ! Je ne dis pas seulement des guerriers, le sang français y suffirait. Qu'ils s'efforcent d'être bons militaires professionnels. Que leur docilité, leur impassibilité, leur esprit d'abnégation soient cités en modèle. Il faut des modèles partout. Que ces modèles soient donnés par l'unanimité des Camelots du Roi, des Etudiants et des Ligueurs d'Action française. Il y a des moments où une élite d'hommes peut tout emporter. »

Les ligueurs et militants engagés dans le conflit sont valorisés dans les colonnes de l'Action française. Le mouvement demande aux sections de transmettre tout renseignement relatif aux mobilisés et lieux de mobilisation des ligueurs afin que les militants maintiennent le lien avec leurs semblables. En octobre 1914, l'Action française créé un service de renseignements sur les disparus. Ce service disparaît le 15 septembre 1915 lorsque les derniers Camelots du Roi dévoués sont mobilisés.
En 1917, la Ligue d'Action française fonde une ligue de guerre d'appui aussi nommée ligue de défense anti-allemande dont le but est de faire la promotion de la campagne de Léon Daudet contre l'espionnage allemand.
À la sortie de la guerre, la ligue a perdu de nombreux hommes dont des cadres tels que Léon de Montesquiou tué le 22 septembre 1915 et Octave de Barral, président de la Fédération des sections de Paris et de la banlieue, le 5 août 1915. Anne-Catherine Schmidt-Trimborn recense 1972 ligueurs et amis de l'Action française signalés morts dans le journal du mouvement.

Affiche de la Ligue d'Action française demandant l'intervention en Allemagne (Archives départementales de Vaucluse, 9 J 28/8)

### Les années 1920
Marius Plateau, secrétaire général de l'Action française, restructure amplement l'organisation de l'Action française. La surveillance policière estime à environ 45 à 50 000 le nombre de ligueurs sur l'ensemble du territoire français dont 6500 pour la région parisienne. Ces chiffres sont probablement exagérés du fait que Maurras lui-même comptabilisait 30 000 cotisants.
L'assassinat de Marius Plateau le 22 janvier 1923, l'affaire Philippe Daudet et l'assassinat d'Ernest Berger en 1925 suscitent une vague d'adhésions à la Ligue d'Action française.
En 1924 et 1925, l'Action française met en garde ses ligueurs « contre toute affiliation à une autre organisation politique ».
Après l'évasion de Léon Daudet, de Joseph Delest et du communiste Pierre Sémard de la prison de la Santé le 25 juin 1927, la ligue connaît une période « exceptionnellement tranquille » durant l'exil des deux cadres de l'Action française.

### La grande dissidence

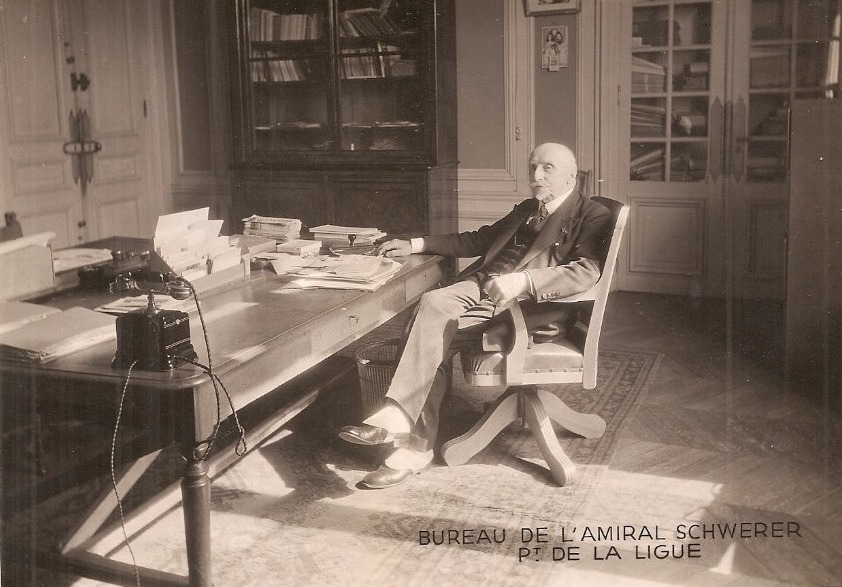
Bureau de l'amiral Antoine Schwerer, président de la ligue d'Action française (1930-1936).

En 1930, les Camelots du Roi et la ligue d'Action française se livrent une guerre fratricide au sein de l'Action française. Henri Martin, secrétaire général de la Fédération de la région parisienne et de la ligue, et secrétaire adjoint national de la ligue, briguait le poste de secrétaire général des Camelots du Roi occupé par Pierre Lecœur. La nomination de Pierre Lecœur comme secrétaire général de l'Action française et son remplacement en tant que secrétaire général des Camelots du Roi par Philippe Roulland provoquent l'ire de Henri Martin. Il diffame sournoisement Pierre Lecoeur en l'accusant d'être un indicateur de police. Cette rumeur est reprise par le président de la ligue Bernard de Vesins et le vice-président de la Fédération de Paris Paul Guérin. Henri Martin et Paul Guérin affirment cela car Pierre Lecœur n'aurait pas été condamné à la suite d'un accident de voiture grâce à des complicités policières. L'accusé parvient à confondre ses détracteurs en apportant la preuve qu'il avait bien été condamné à trois mois de prison avec sursis et à 15 000 francs de dommages et intérêts qui l’obligèrent à vendre sa voiture et à faire un emprunt à la caisse des Camelots du Roi puis un autre à l'Action française. Henri Martin et Paul Guérin sont radiés et suivis par Bernard de Vesins, François de la Motte, Maurice Dardelle, Galli et Hervé Le Grand qui démissionnent et se retrouvent à l'Union des corporations françaises. Plusieurs autres démissions suivent à Paris et en province et des règlements de compte à « coups de canne dans les locaux du journal » sont rapportés par Jean de Fabrègues. Le 6 février 1930, un étudiant d'Action française fut frappé à coups de pied par des commissaires et un Camelot du Roi fut brutalisé sur ordre de Maxime Real del Sarte et de Lucien Lacour. Les étudiants dissidents fondent la Fédération des étudiants royalistes présidée par Félicien Maudet et Gabriel Jeantet. Cette crise affaiblit l'Action française sur le plan des effectifs mais aussi financier.

### Les années 1930

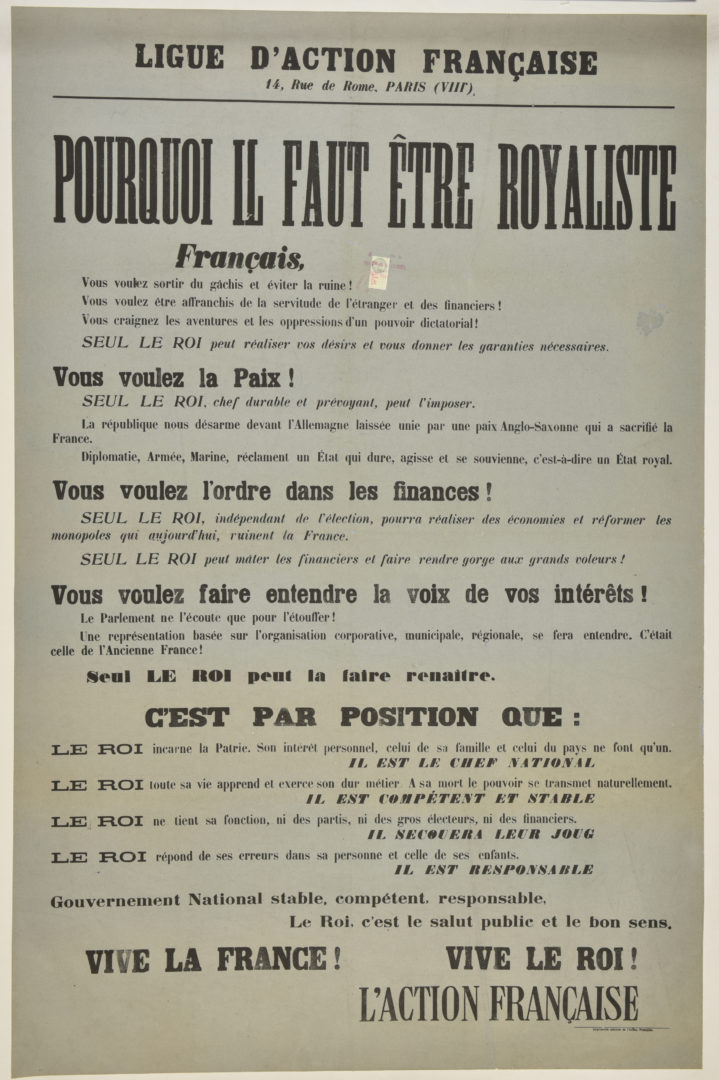
Affiche de la Ligue d'Action française éditée durant l'entre-deux-guerres.

Le 3 octobre 1930, une centaine de commissaires et Camelots du Roi accueillent le ministre des Affaires étrangères Aristide Briand à la gare de Lyon de retour de Genève. L'ancien combattant et chef de groupe Robert Bourin l'apostrophe : « Misérable Briand, tu nous ramènes la guerre »,. Fin 1931, l'Action française mène une ardente campagne contre la réélection d'Aristide Briand.
L'anticommunisme est une cause mobilisatrice pour les ligueurs d'Action française en plus d'être partagé par une large partie de l'opinion publique. De nombreuses violences entre militants d'Action française et communistes émaillent l'année 1930 partout en France.
L'antisémitisme connaît un regain d'intérêt entre 1934 et 1939 au sein de la ligue et dans l’opinion publique.
Durant les années 1930, la ligue est en perte de vitesse car concurrencée par de nombreux autres groupements plus attractifs notamment les Croix-de-Feu. L'idée d'un retour à la monarchie ne séduit plus autant qu'au début du XXe siècle. En 1933, la direction de l'Action française choisit d'ignorer les autres ligues dans ses rapports pour faire valoir sa particularité et taire les relations entretenues avec des ligues plus nombreuses et parfois plus attractives.

### La crise du 6 février 1934
Au début de l'affaire Stavisky, l'Action française mène les manifestations antiparlementaires au début de l'année 1934. Ces manifestations prennent peu à peu de l'ampleur, au point que les ligues rivales sont obligées de s'y joindre « pour éviter de laisser à l'AF le contrôle de la rue et plus encore la maîtrise des plus activistes de leurs membres ».
Durant l'émeute du 6 février 1934, la ligue d'Action française déplore trois victimes Alphonse Aufschneider, Georges Roubaudi, Jules Lecomte et la mort d'un allié, Constantin Cambouroglou dit Cambo Costa. Deux autres personnes de l'Action française décèdent des conséquences de leurs blessures les mois suivants. Les ligueurs démontrent leur détermination malgré un commandement défaillant qui « renvoie encore et toujours à la question de l'écart entre la violence théorique et la violence réelle de l'AF ». Selon l'historien Jacques Prévotat, « un des traits les plus frappants de l'emprise de l'Action française est la crédulité et la naïveté avec lesquelles les ligueurs accueillent sans l'ombre d'esprit critique les démonstrations des chefs du mouvement ».
Le matin du 7 février 1934, une vingtaine de ligueurs sont arrêtés à la sortie des locaux de l'Action française, rue de Boccador, avant d'être relaxés le soir-même.
La commission d'enquête sur les événements du 6 février signale environ 60 000 adhérents à l'Action française en France  dont 8 300 à Paris et banlieue.
Après le 6 février 1934 et jusqu'à sa dissolution, l'Action française « prouve comme toujours sa capacité à développer sa propagande intellectuelle mais reste finalement assez peu active à un niveau strictement militant ».

### La dissolution
À la suite de l'agression de Léon Blum lors des obsèques de Jacques Bainville le 13 février 1936, la Ligue d'Action française, la Fédération nationale des Camelots du roi et la Fédération nationale des étudiants d'Action française sont dissous par le Conseil des Ministres sur le fondement de la loi du 10 janvier 1936.
Les ligueurs tentent de se fondre dans les organisations non-dissoutes (Dames et jeunes filles royalistes et Association Marius Plateau en particulier) pour survivre. Les historiens Aude Chamouard et Gilles Morin remarquent « une dispersion militante et une dilution de l'Action française dans les droites extrêmes ». La ligue n'engage pas de mutation vers un parti politique à l'image du Parti social français du Colonel de la Rocque et de ce fait, disparaît avant la Seconde Guerre mondiale.

## Fonctionnement

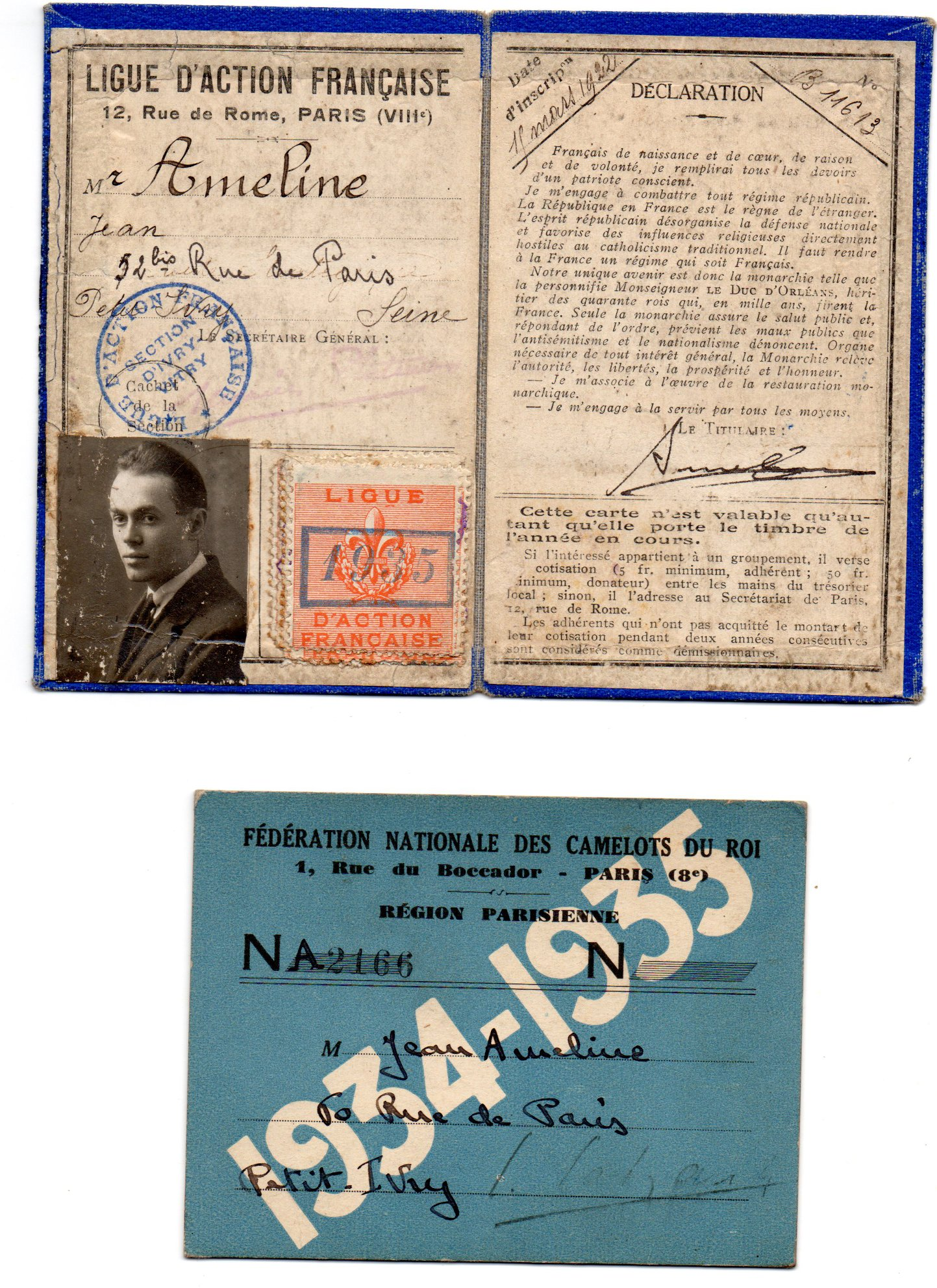
Carte d'adhérent à la Ligue d'Action française et à la Fédération nationale des Camelots du Roi de Jean Ameline en 1934-1935.

### Serment du ligueur
Le ligueur d'Action française devait prêter serment, il s'agissait d'un engagement contraignant qui le distinguait du simple « allié » ou sympathisant :
« Français de naissance et de cœur, de raison et de volonté, je remplirai tous les devoirs d'un patriote conscient.
Je m'engage à combattre tout régime républicain. La République en France est le règne de l'étranger. L'esprit républicain désorganise la défense nationale et favorise des influences religieuses directement hostiles au catholicisme traditionnel. Il faut rendre à la France un régime qui soit français.
Notre unique avenir est dans la Monarchie, telle que la personnifie Mgr le Duc d'Orléans, l'héritier des quarante rois qui, en mille ans, firent la France. Seule, la Monarchie assure le salut public, et, répondant de l'ordre, prévient les maux publics que l'antisémitisme et le nationalisme dénoncent. Organe nécessaire de tout intérêt général, la Monarchie relève l'autorité, les libertés, la prospérité et l'honneur.
Je m'associe à l'œuvre de la restauration monarchique.
Je m'engage à la servir par tous les moyens,. »
La formule « par tous les moyens » a provoqué une polémique chez les royalistes modérés notamment Albert Marty. En conséquence l'Action française créé l'Alliance d'Action française où les adhérents se contentent de cotiser. La carte d'allié d'Action française permet d'assister à toutes les manifestations d'Action française.

### Structure
En 1908, les ligueurs paient une cotisation annuelle de 3 francs, reçoivent des publications et une carte permettant d'assister aux manifestations. Les membres donateurs paient aux alentours de 50 francs par an et reçoivent un rapport annuel des opérations de la ligue en supplément. Chaque section conserve la moitié des cotisations et envoie l'autre moitié au siège de la ligue.
Bien que l'Action française défende la décentralisation et que Léon de Montesquiou prononce l'indépendance des sections en 1911, Charles Maurras préfère surveiller tous les agissements de ses ligueurs. D'après Louis Dimier, ce contrôle de Charles Maurras s'exerçait surtout sur les effectifs parisiens tandis qu'il dédaignait les provinciaux.

### Sociologie
À la veille de la Première Guerre mondiale, on estime à 300 le nombre de sections de la ligue (elles devaient compter un minimum de 40 membres). Les principales régions représentées sont le Nord et le Pas-de-Calais, la région parisienne (Seine et Seine-et-Oise) et le Sud (Sud-Ouest et Sud-Est) incluant les Bouches-du-Rhône (d'où Charles Maurras était originaire, Martigues) et le Gard.
L'historien Eugen Weber décrit la croissance des effectifs au cours des années 1920 notamment au sein des couches moyennes :

« On voit l'Action française exprimer les griefs, les rancunes, les envies d'une classe en voie d'extinction : celle des petits rentiers, qui découvrent que les ouvriers mangent mieux qu'eux ; celle des petits propriétaires en train de perdre leur mise, tandis que les ouvriers d'usine, eux, gagnent de l'argent, les bons et solides propriétaires des campagnes et les cultivateurs menacés par la démocratie et la finance internationale ; « la classe des moyennes et petites gens » durement touchée par la double décime de Poincaré […] ; les petits commerçants et leurs employés que menacent les grands magasins et la main d'œuvre étrangère ; le personnel de bureaux et des banques aux salaires insuffisants. »

D'après la politologue Ariane Chebel d'Appollonia, « la majorité des effectifs provient de la bourgeoisie », par contre « la part des ouvriers est très faible et elle n'ira qu'en diminuant ». L'Action française « devient peu à peu le refuge d'un conservatisme strict ».
Concernant les femmes, la plupart des ligues nationalistes, au début du XXe siècle, comme celle de l'Action française, ne leur sont pas ouvertes. Cependant, les liens étroits établis avec les milieux catholiques conservateurs ont permis le contact avec des groupements féminins. Les effectifs féminins se regroupent au sein de l'Association des dames et jeunes filles royalistes.